# Górne Kominy
Górne Kominy – jaskinia w Dolinie Miętusiej w Tatrach Zachodnich. Wejście do niej znajduje się nad Wielką Świstówką, mniej więcej w połowie wysokości Twardych Spadów, w pobliżu Zielonych Kominów, na wysokości 1644 metrów n.p.m. Długość jaskini wynosi 39 metrów, a jej deniwelacja 30 metrów.

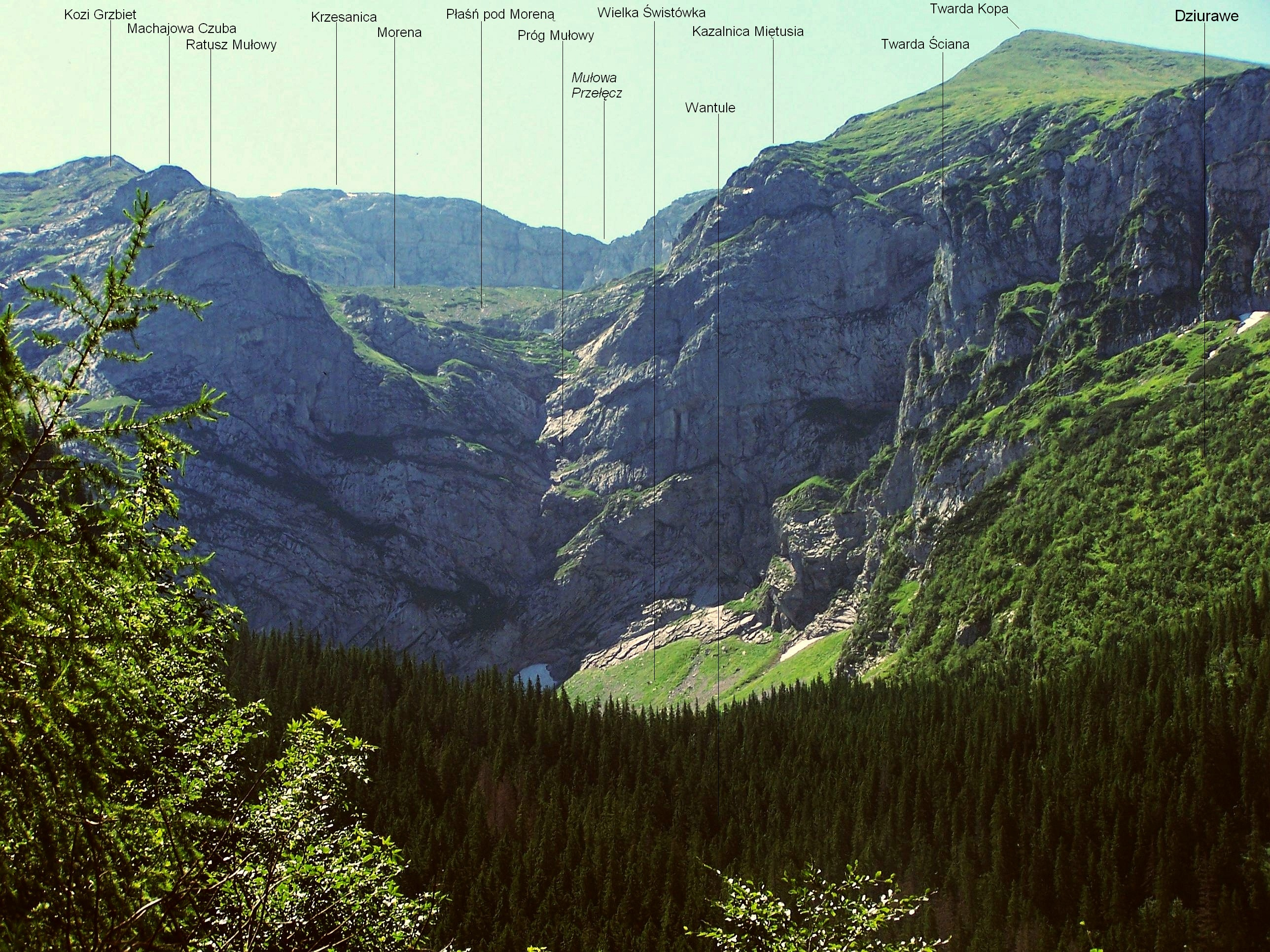
Wielka Świstówka

## Opis jaskini
Główną częścią jaskini jest dwuczęściowy komin. Od dołu zaczyna się ona półką zwaną Dolna Nyża. Nad nią znajduje się półka z want, która stanowi dno komina. Idzie on do góry przedzielony niewielkimi półkami. Wyżej zwęża się w szczelinę i rozdziela na dwie części przegrodzone przewężeniem.

## Przyroda
Jaskinia jest bardzo wilgotna. 
Z wyjątkiem Dolnej Nyży, gdzie występują m.in. mchy, paprocie i glony, w jaskini nie ma roślin.

## Historia odkryć
Dolna Nyża została odkryta przez grotołazów ze Speleoklubu Warszawskiego w sierpniu 1971 roku. Nie zauważono wtedy komina za półką z want. W ramach prac inwentaryzacyjnych do komina dotarli 15 sierpnia 1979 roku A. Gruza i R. M. Kardaś.
17 sierpnia  R. M. Kardaś i A. Wawrzyszczuk wykonali pomiary jaskini.